# Де лос Льянос Мас, Вирхилио
Вирхилио де лос Льянос Мас (3 ноября 1925, Малага, Испания — 1 октября 2014, Альфавар, Испания) — советский инженер-гидроэнергетик, организатор промышленного строительства, заслуженный строитель РСФСР, лауреат Премии Совета министров СССР.

## Биография
Родился в Малаге, детство провёл в Мадриде. Воспитывался в основном тёткой по матери Рубией, так как родители, связанные с театром, часто были на гастролях.

### Советский Союз
Во время гражданской войны Вирхилио с братом Карлосом и сестрой Кармен жили в Барселоне под присмотром тётки Исабель, а в ноябре 1938 года в составе последней группы эвакуируемых детей республиканцев — их отец, Вирхилио Льянос Мантека был известным деятелем социалистического движения и политическим комиссаром в республиканской армии — попали сначала во Францию, а затем через Гавр на теплоходе «Феликс Дзержинский» в СССР, в Ленинград. Были определены в детдом на Невском проспекте, предназначенный для детей из Испании, где занятия велись на двух языках.

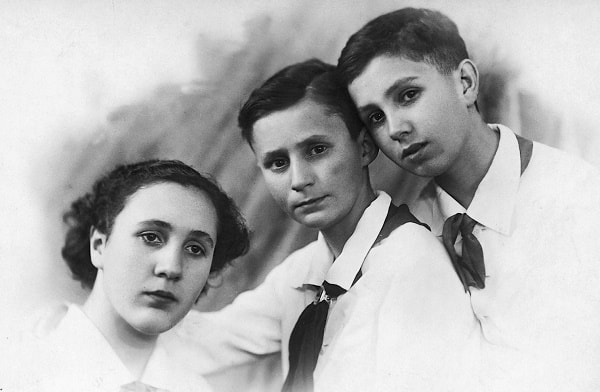
Кармен, Карлос и Вирхилио в СССР

Великая Отечественная война застала Вирхилио в Артеке, оттуда он был отправлен в испанский детский дом № 1 под Москвой. Осенью 1941 года детский дом был эвакуирован в посёлок Куккус в ликвидированной Автономной республике немцев Поволжья. В эвакуации Вирхилио пришлось осваивать сельскохозяйственные работы, доить коров, веять зерно, управлять трактором и комбайном. При этом продолжалась учёба в школе, хотя из-за тесноты и холода первый военный учебный год занятия проводились в спальне в верхней одежде, а в самые холодные дни — сидя в кроватях под одеялами. Чтобы не расставаться со старшим товарищем, уже заканчивавшим школу, шестеро испанских школьников, в том числе Вирхилио, экстерном, за лето 1943 года, освоили программу 10 класса и успешно сдали экзамены.
В октябре 1943 года вместе с друзьями поступил в Московский энергетический институт, который окончил в 1949 году в первом выпуске инженеров-гидроэнергетиков. Практику проходил на восстановлении Днепрогэса (1947) и на Чирчикском каскаде ГЭС (1948). На уборке урожая в 1948 году познакомился с Инной Кощеевой, также студенткой МЭИ. 27 декабря 1948 года они поженились. При распределении паре предложили работу на одном из секретных предприятий, но Вирхилио, предполагая, что знание государственных секретов СССР может помешать ему вернуться на родину, отказался. В результате супруги были направлены в Свердловск, где жила семья Инны. Инна устроилась работать в лабораторию местного радиозавода, а Вирхилио стал инженером «Сельэнерго», ведавшего электрификацией сельских населённых пунктов и строительством небольших гидроэлектростанций колхозного масштаба.
В 1949 году у супругов родилась дочь. Частые командировки Вирхилио и отсутствие перспектив в малой гидроэнергетике привели к тому, что когда в газетах появилось сообщение о начале строительства Куйбышевской ГЭС супруги Льянос Мас отправили прошение о переводе на стройку, которое вскоре было удовлетворено. Учитывая неопределённость с жильём, дочь пришлось оставить на родителей Инны.
Вирхилио Льянос Мас был членом ВЛКСМ, с 1947 года стал членом Коммунистической партии Испании (КПИ), действовавшей в СССР. Принимал участие в различных политических мероприятиях, так от имени Долорес Ибаррури и ЦК КПИ участвовал в возложении венка на могилу Рубена Руиса Ибаррури. В 1953 году ему предложили вступить в КПСС, но так как устав партии не предусматривал возможности одновременного членства в разных партиях, то для решения вопроса Вирхилио обратился непосредственно к первому секретарю партии Хрущёву. В ответе было сказано, что «в Советском Союзе формально не существует организации Компартии Испании», а значит нет препятствий вступлению в КПСС, и через год, в августе 1954, Вирхилио стал сначала кандидатом, а затем и членом КПСС. В декабре 1959 года был делегатом VI съезда компартии Испании, проходившего в Чехословакии.

### Куйбышевгидрострой
В 1950 году супруги переехали в Ставрополь (ныне Тольятти), где устроились на Куйбышевгидрострой. Вирхилио был поручен контроль за строительством домов для строителей ГЭС, Инна работала инженером отдела главного энергетика Куйбышевгидростроя Жили в избе местного дьякона, а весной 1951 года получили жильё в одном из построенных коттеджей. После открытия навигации в Ставрополь прибыли и тесть с тёщей. С 12 ноября 1951 года Вирхилио был переведён в гидротехнический район правого берега в качестве старшего прораба верхней перемычки, а перед началом работ он прошёл стажировку на строительстве Волго-Донского канала, Цимлянской ГЭС, высотного здания МГУ на Ленинских горах и некоторых объектов в Белоруссии.
Строительство перемычки продвигалось медленно, скалистое русло Волги препятствовало установке металлических шпунтов, которые должны были её создать, однако к паводку она должна была быть готова, так что работа велась практически круглые сутки. За 140 дней работ Вирхилио смог лишь дважды попасть домой, чтобы побыть с семьёй, однако перемычка была готова к паводку, и Льянос Мас получил новое назначение. С 1 апреля 1952 года он стал главным инженером 3-го участка левобережного района гидротехнических сооружений, занимался строительством судоходного шлюза № 21.
Был знаком с начальником строительства Иваном Комзиным, того интересовало, как живут молодые специалисты на строительстве, к тому же оказалось, что Инна — дочь его старого знакомого ещё по строительству Магнитогорского металлургического комбината. Комзин заезжал к молодым супругам в гости, а в дальнейшем оставил рассказ о Вирхилио Льяносе в своих мемуарах, хотя и изрядно приукрасил его биографию.
Летом 1956 года между СССР и франкистской Испанией был подписан договор, предусматривающий возможность возвращения испанских детей на родину. Но супруги Льянос Мас решили остаться в СССР, где жили и родители Инны, и отец Вирхилио, которому въезд в Испанию все также был закрыт. Мать Вирхилио, Франсиска Мас, жила в Аргентине.
По окончании строительства шлюза, в мае 1957 года Вирхилио Льянос был назначен начальником СУ-4 Яблонеовражского СКР Куйбышевгидростроя. В мае 1959 года Вирхилио Льянос Мас был избран депутатом ставропольского городского совета народных депутатов.

### Работа в Москве
В начале 1960 года по предложению директора института «Гидроэнергопроект» Николая Иванцова Вирхилио Льянос Мас стал главным инженером отдела разработки проектов по организации работ и возведению особых гидротехнических объектов. Занимался исследованием возможности замены строительства гидросооружений монтажом, собирая на месте конструкции из готовых железобетонных блоков. Инна работала в «Союзэнергокомплекте», занимавшемся поставкой технологических линий, оборудования, машин и специальных материалов для строящихся энергетических объектов и станций.
Проблемы со здоровьем, начавшиеся ещё в Ставрополе, усилились, Вирхилио попал в больницу, где ему поставили диагнозы: облитерирующий эндартериит и тромбофлебит поверхностных вен, эдема второй степени на левой ноге. После лечения Вирхилио Льянос получил новое назначение. В ноябре 1961 года в составе большой группы испанских специалистов из СССР вместе с семьёй был направлен на Кубу. Под псевдонимом Педро Рейноса Мендоса он работал главным инженером строительства ТЭЦ в Мариэле, шедшего под контроле Че Гевары. По вечерам читал лекции на инженерном факультете Гаванского университета.
В 1963 году болезнь ног обострилась, началась гангрена, советские врачи, работавшие в Морском госпитале Гаваны, ампутировали часть стопы. В июне 1964 года по настоянию врачей, требовавших смены влажного кубинского климата, Вирхилио с семьёй вернулся в СССР. Для реабилитации и заживления ноги несколько месяцев супруги Льянос Мас прожили в Тольятти.
Министр промышленного строительства СССР Александр Токарев, бывший во времена строительства Жигулёвской ГЭС секретарём горкома партии в Ставрополе, предложил Вирхилио занять должность главного инженера крупного строительного управления «ГлавЮгПромстрой». Под руководством Вирхилио Льяноса строился нефтяной терминал в Новороссийском порту, линия по производству сложных минеральных удобрений на химическом комбинате Невинномысска, на церемонии открытия которой он познакомился с Михаилом Горбачёвым, химический завод в Черкесске, цементный — в Джегуте, «Красный молот» и завод медицинских инструментов в Чечено-Ингушской АССР. В 1970 году Вирхилио участвовал в ликвидации последствий землетрясения в Буйнакске.
С сентября 1974 года работал в Госснабе СССР начальником отдела по снабжению четырёх Министерств: промышленного строительства, энергетики и электрификации, транспортного строительства, специальных строительных и монтажных работ. Также стал заместителем начальника управления снабжения строительства — начальником отдела АСУ. Занимался разработкой проекта «Единой системы снабжения капитального строительства в СССР по проектам и сметам» («ЕССКС»), предназначенной для выделения и контроля расхода материальных ресурсов на строительство каждого объекта в строгом соответствии с «Ведомостями специфицированных ресурсов и сметам». Инна Кащеева Льянос работала в центральном диспетчерском управлении Минэнерго СССР
В марте 1978 года, уже после смерти Франко, Вирхилио Льянос смог впервые за долгие годы побывать в Испании.
В июне 1988 года вышел на пенсию. Работал начальником отдела совместного советско-югославского предприятия «Атлант», занимался поиском партнёров в западных странах, с помощью которых возможно было бы монетизировать советские научно-технические проекты. Однако после смены ориентации фирмы на сугубо коммерческую, он уволился.
Занимался налаживанием делового сотрудничества между Валенсией и Ленинградом, организовывал визиты советской делегации в Валенсию и испанской в Ленинград.

### Испания
Летом 1990 года семья Льянос решила переезжать в Испанию. Сначала, в августе 1990 уехала дочь Мария с семьёй, в апреле 1991 — сын Андрей, в августе 1991 года — его семья. У самого Вирхилио возникли финансовые сложности, его персональная пенсия, установленная специальной комиссией при Совете Министров СССР, была отменена. С марта 1991 года Вирхилио работал на «Чупа Чупс», активно выходившую на советский рынок и строившую собственное производство в России. Только в сентябре 1992 году он смог выехать в Испанию вместе с женой и тещей.
В рамках государственной программы социальной защиты, ему была предоставлена квартира в городке Альфафар.
Ещё в СССР Вирхилио занимался переводами с русского на испанский, всего он перевел около 25 книг, которые издавались, в том числе неоднократно, в Испании и Латинской Америке. Среди книг были «Что такое теория относительности» Л. Ландау и Ю. Румера, «Структурная геология» В. Белоусова, «Сокровища звездного неба» Ф. Зигеля, «О геометрии Лобачевского» А. Смогоржевского и «Курс общей астрономии» П. Бакулина, Э. Кононовича, В. Мороза. В Испании написал, и в 2002 году опубликовал книгу мемуаров ¿Te acuerdas tovarisch…?, представленную на книжной ярмарке в Валенсии, где она имела определённый успех, и не осталась незамеченной критиками В 2008 перевод книги под названием «Ты помнишь, tovarisch…?» вышел в России.
Вирхилио писал статьи в газеты и журналы, проводил презентации своей книги на испанском языке, рассказывал молодёжи о жизни и работе в СССР. Его жена Инна также занималась творчеством, так по заказу мадридского издательства в серии «Библиотека русской литературы» (Biblioteca de la Literatura Rusa) написала книгу о писателе Юрии Трифонове.
Инна Кащеева Льянос скончалась в июне 2014, Вирхилио пережил её на три месяца, супруги похоронены на кладбище в Валенсии.

## Семья

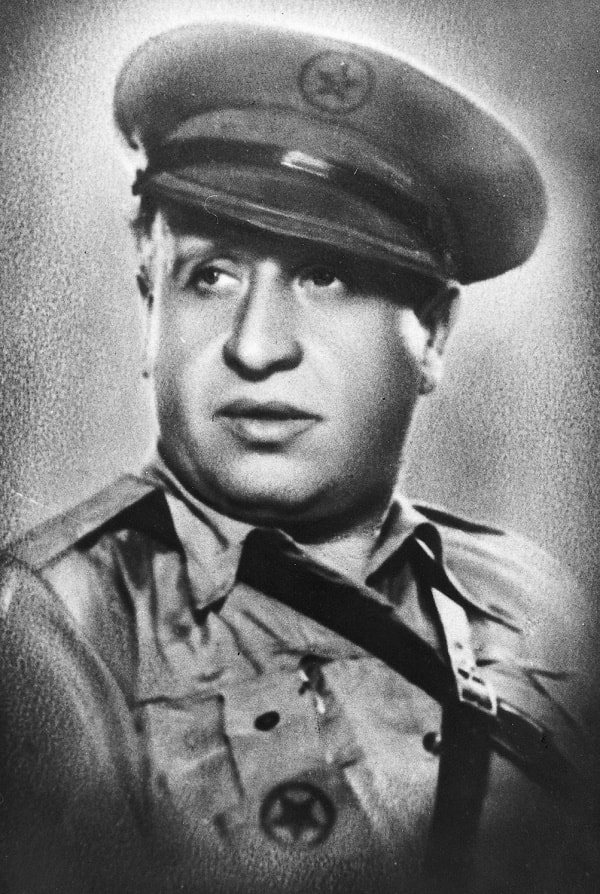
Вирхилио Льянос Мантека

Отец, Вирхилио Льянос Мантека (1896—1973) — деятель профсоюзого и социалистического движения. Один из руководителей восстания в Мадриде в 1934 году, активный участник Гражданской войны, военный комиссар, после поражения республиканцев в войне эмигрировал в СССР.

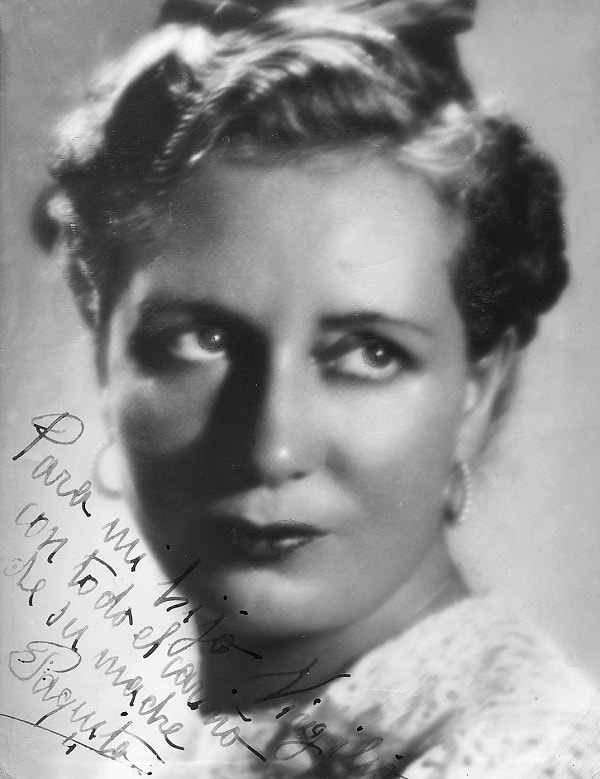
Франсиска Мас

Мать, Франсиска Мас Рольдан, была театральной актрисой. Мятеж 1936 года начался во время гастролей её театральной труппы в Буэнос-Айресе, где она и осталась жить. Выступала в труппе Лолы Мембривес, снималась в кино и на телевидении. Только в январе 1968 года Вирхилио смог встретиться матерью. Возникли проблемы с советской визой, но личные связи Вирхилио в отделе международных отношений ЦК КПСС, отвечавшем за испанские дела, позволили получить визу за одну ночь, а не за обычные 3-6 месяцев. Франсиска Мас Рольдан провела в Москве две недели, а в дальнейшем приезжала в Москву ещё раз, несмотря на формальный запрет испанского правительства своим гражданам посещать страны восточного блока.
Великая Отечественная война разделила семью ещё больше. Брат Карлос был эвакуирован на Урал, в дальнейшем стал кинематографистом, учеником и другом Романа Кармена, репатриировался в Испанию в 1956 году, но из-за преследований франкистских властей эмигрировал во Францию в 1960 году.
Сестра Кармен 8 месяцев провела в блокадном Ленинграде, откуда была эвакуирована по «дороге жизни». Вместе с другими испанскими юношами и девушками была направлена на Северный Кавказ, однако в пути группа была захвачена наступавшими немецкими войсками, после чего «освобождённых от красных» подростков отправили во франкистскую Испанию. В 1990 году получила знак «Жителя блокадного Ленинграда» из рук Анатолия Собчака.
2 декабря 1949 года у Вирхилио и Инны родилась дочь Мария Льянос Мас, 23 августа 1953 года — сын Андрей.

## Награды
- Орден Ленина (9.08.1958)
- Орден «Знак Почёта»
- медали
- Заслуженный строитель РСФСР (1973)
- Премия Совета Министров СССР (1977) — за участие в строительстве сейсмостойких жилых зданий в Орджоникидзе

## Документальные фильмы
- Михаил Литвяков (1982). Мы не сдаёмся, мы идём. Ленинградская студия документальных фильмов.
- Евгений Астахов. Маяки памяти. Тольятти: Студия авторского кинематографа «ASTA».